# 테오라 (아벨리노도)
테오라(이탈리아어: Teora)는 이탈리아 캄파니아주 아벨리노도의 코무네다.